# Swing-over

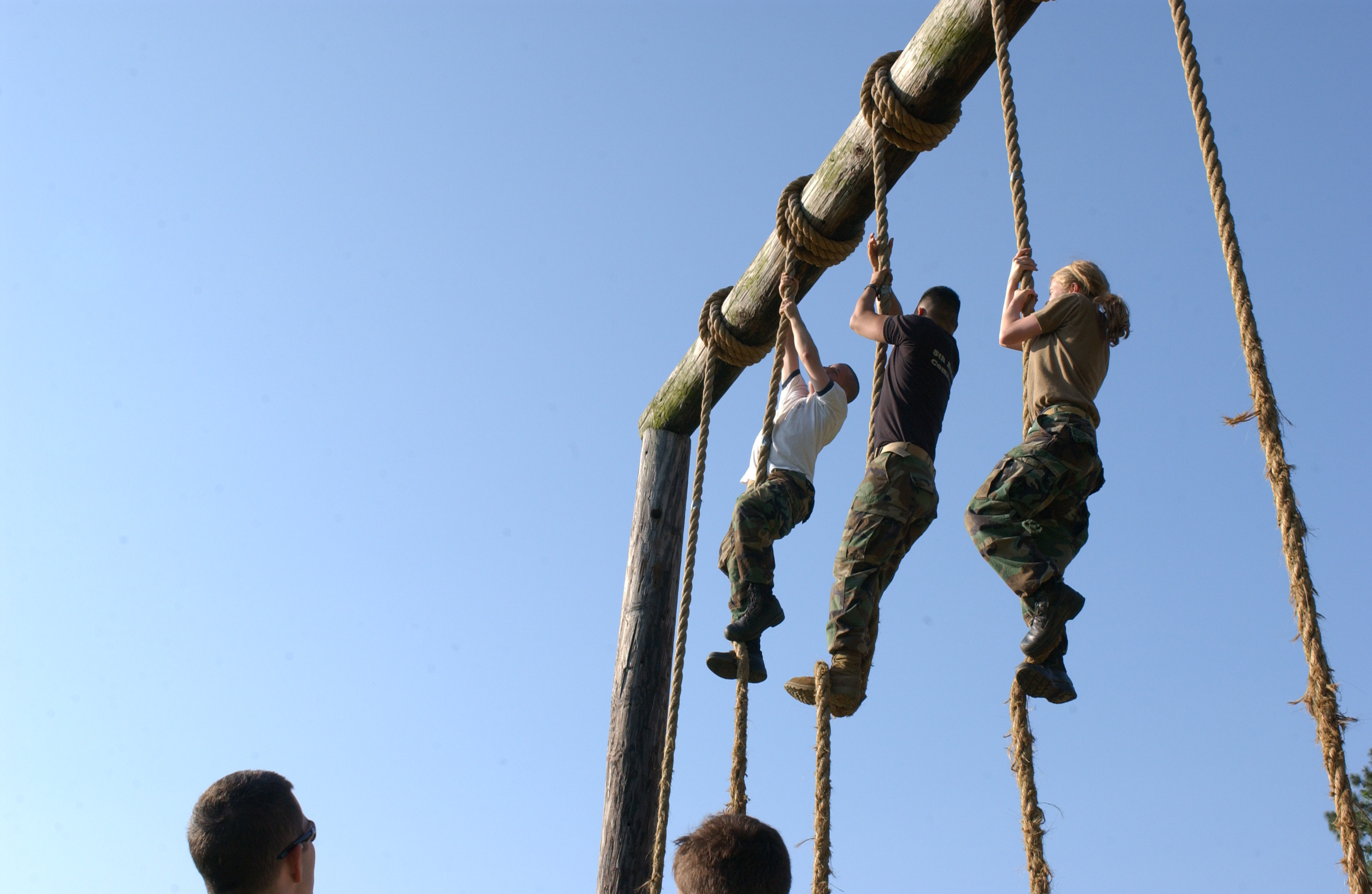
Een touw Swing-over

De swing-over is een veelvoorkomende hindernis binnen de survivalrunsport. Daarnaast wordt een swing-over ook gebruikt bij defensie en bij een obstakelloop.Bij een swing-over klimt men via een touw (of een ander materiaal) verticaal omhoog, waarna men over een balk of boventouw draait. Meestal bevindt deze balk of dit boventouw zich op een hoogte van 2,5 tot 4 meter.

## Techniek[2][1]
De klim begint met het aanbrengen van een voetklem (of schippersslag) zo hoog mogelijk in het touw. Indien de bovenbalk nog buiten bereik ligt, wordt een nieuwe voetklem gelegd. Dit proces wordt herhaald totdat het mogelijk is met de oksels op de balk te leunen. Door de laatste voetklem op maximale hoogte te plaatsen, verschuift het zwaartepunt gemakkelijker boven het horizontale touw, waardoor het bovenlichaam zonder veel inspanning over de balk of het boventouw kan worden gebracht.
Voor een draai naar links wordt de linkerarm voor de balk geplaatst, met de duim in de richting van de gewenste rolrichting. De rechterhand grijpt het touw vast, waarbij de duim omhoog wijst. Een naar beneden gerichte duim leidt tot een onjuiste positie. Vervolgens kan de voetklem worden losgelaten.
Daarna volgt een schuine voorwaartse draai over de balk. Het been dat als laatste de balk passeert, blijft daarbij achter de balk haken. Op deze manier wordt voorkomen dat het volledige lichaamsgewicht ineens op de armen terechtkomt. Bij beheersing van deze techniek, en voldoende kracht, kan gekozen worden voor een koprol waarbij beide benen gelijktijdig over de balk draaien. In dat geval wordt geen been achter de balk gehaakt, wat tijdbesparend werkt.

## Variaties

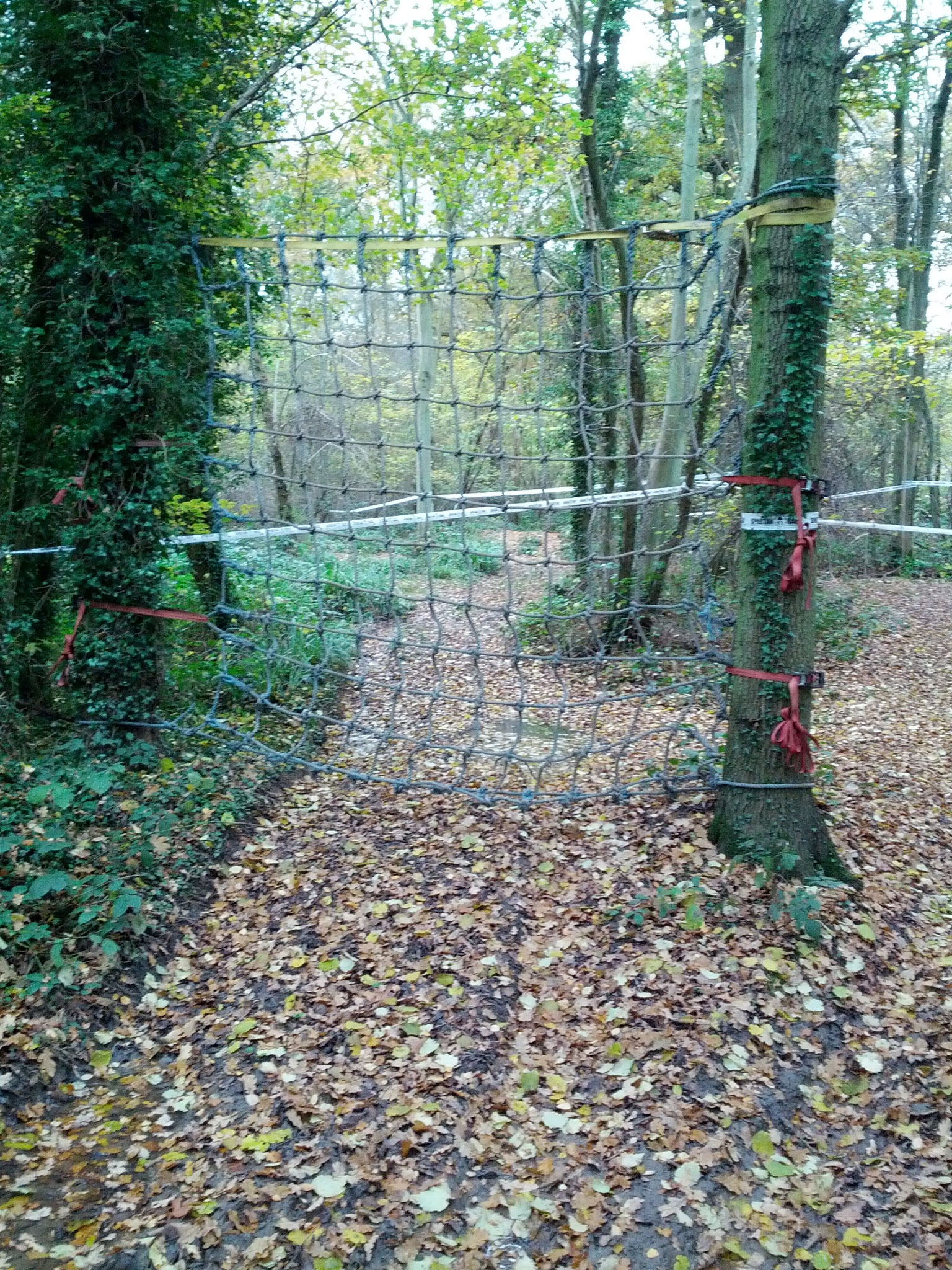
Een verticaal-net swing-over

Binnen de swing-over bestaan vele varianten. De bovenconstructie kan uit een balk of een touw bestaan, en ook de dikte van de balk varieert. Daarnaast verschillen de klimmaterialen waarmee omhoog wordt gegaan. Enkele voorbeelden hiervan zijn:
- Touw swing-over: Klimmen via een touw met wisselende diktes.
- Verticaal-net swing-over: Omhoog klimmen via een verticaal net. Hoe hoog het net hangt, varieert (tot op de grond of op 1 meter hoogte).
- Kort touw swing-over: Een korter touw dat hoger begint en niet tot de grond reikt.
- Brandweerslang swing-over: Klimmen via een rubberen brandweerslang.
- Steigerbuis swing-over: Een verticale metalen buis van circa 5 cm diameter.
- Plank swing-over: Een verticale plank dient als klimroute.
- Elastiek swing-over: Een elastisch touw wordt gebruikt voor de klim.
- Balk swing-over: Klimmen via een rechtopstaande houten balk.
- Bandenladder swing-over: Opwaarts klimmen via boven elkaar bevestigde autobanden.
- Self-made swing-over: Een los touw wordt eerst over de bovenbalk gegooid, waarna via het dubbele touw omhoog wordt geklommen met voetklemmen.
- Spaanse ruiter swing-over: Klimmen via een schuine, diagonale balk.

Naast deze vormen bestaan er nog veel meer varianten, al blijft de touw swing-over de meest voorkomende binnen de survivalrun.